# Lichte kruiser

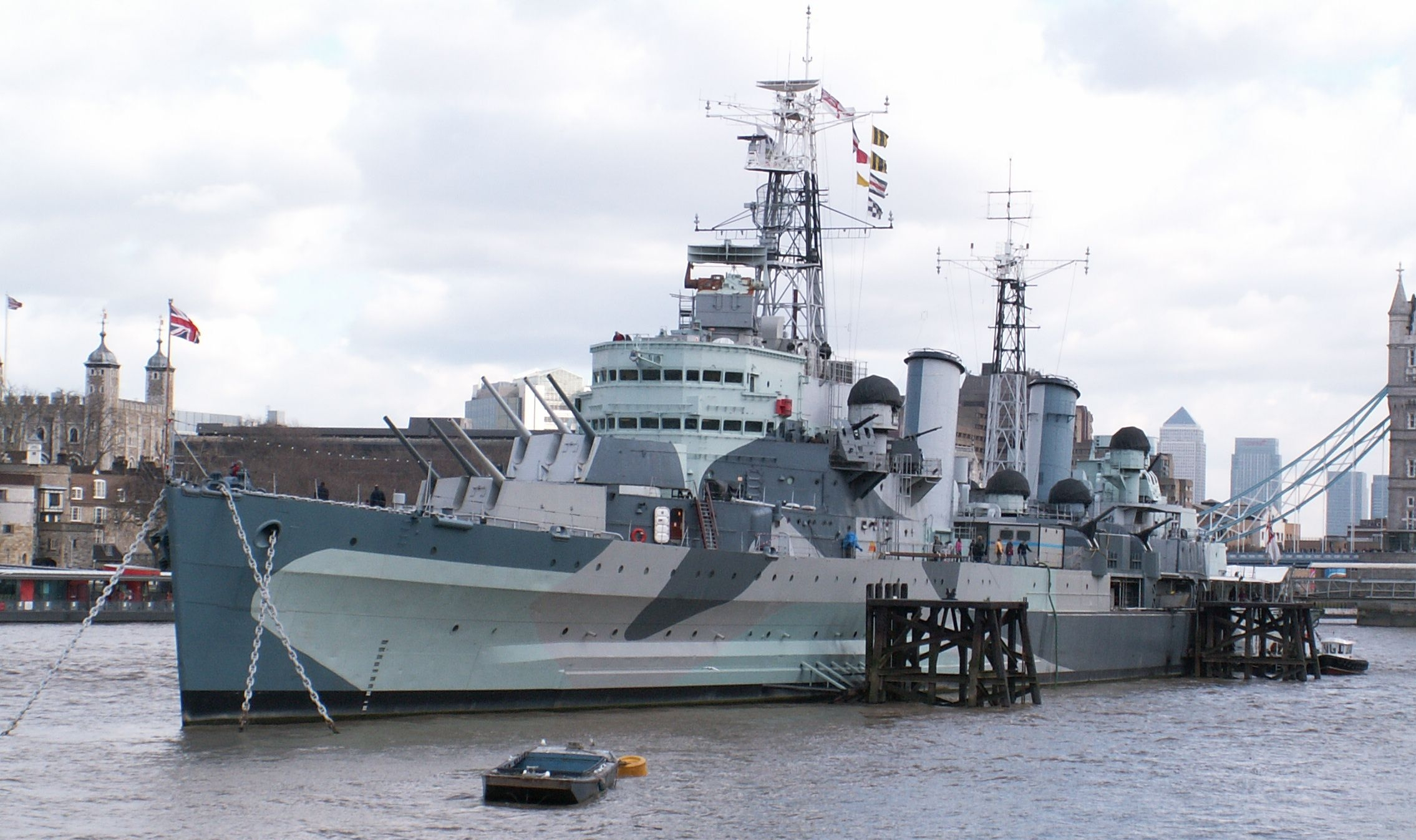
HMS Belfast, een lichte kruiser.

Een lichte kruiser is een oorlogsschip. De term is een vertaling van de Engelse benaming “Light Cruiser”, die weer een afkorting is van "light armoured cruiser": een 'klein' schip (tussen 1850 en 10.000 ton) met bepantsering gelijk aan dat van een pantserschip.

## Geschiedenis
De eerste kleine, door stoom aangedreven kruiser werd gebouwd voor de Britse Royal Navy. Het eerste schip, HMS Mercury, was in 1879 voltooid. In de jaren '90 van de 19e eeuw namen de Duitsers een voorsprong in de ontwikkeling van lichte kruisers. Ze bouwden een vloot van lichte kruisers, die door andere landen als voorbeeld werden gebruikt voor hun eigen schepen. Deze schepen werden aangedreven door een stoommachine. De Britse Town-klasse kruisers (1909) waren de eerste schepen met turbine-aandrijving. Volgens de toen geldende definities waren deze schepen pantserschepen, hoewel ze een waterverplaatsing van slechts 4.000 ton hadden.
Tegen de Eerste Wereldoorlog hadden de meeste Britse lichte kruisers twee 152 millimeter kanonnen en acht 100 mm kanonnen, of een algemeen arsenaal van 152 mm kanonnen. De schepen wogen ongeveer 5.000 ton.
Pas bij het Verdrag van Londen werden definities voor kruisers opgesteld. Het ging om schepen tussen 1850 en 10.000 ton en met geschut zwaarder dan 130 mm. Tevens werd een onderscheid gemaakt in (a) kruisers met geschut zwaarder dan 155 mm (maar lichter dan 203 mm) en (b) lichter dan 155 mm (maar zwaarder dan 130 mm). De subcategorieën (a) en (b) werden in de praktijk aangeduid met "zware kruisers" en "lichte kruisers". Voor de verdragspartijen de V.S., Groot-Brittannië en Japan werden tevens de totale tonnages bepaald.
In de Tweede Wereldoorlog hadden lichte kruisers vaak kanonnen van 127 mm, zoals te zien bij de Atlanta-klasse kruiser. De lichte kruisers werden vaak als superieur gezien daar ze sneller en nauwkeuriger konden schieten dan de zware kruisers. Bovendien maakte het verdrag van Londen het vrijwel onmogelijk om een gebalanceerde zware kruiser te maken. 
Tijdens de oorlog werd het verdrag vaak overtreden, en werden er weer schepen gebouwd van meer dan 10.000 ton. Deze schepen werden na de oorlog ingedeeld bij de “grote kruisers”, terwijl voor lichte kruisers de limiet van 10.000 ton bleef gelden.
Vier lichte kruisers bestaan vandaag de dag nog als museumschepen. Een is nog in gebruik door de marine; de BAP Almirante Grau van de marine van Peru. De vier schepen die als museumschepen dienen zijn HMS Belfast (1938) in Londen, HMS Caroline (1914) in Belfast, USS Little Rock in Buffalo, New York, en de meer moderne Colbert in Bordeaux. 